# Село над Полховим Градцем
Село над Полховим Градцем (словен. Selo nad Polhovim Gradcem) је насељено место у општини Доброва-Полхов Градец, Средњесловенска регија, Словенија.

## Историја
До територијалне реорганизације у Словенији било је у саставу града Љубљане, односно старе општине Вич–Рудник.

## Становништво
У попису становништва из 2011. године, Село над Полховим Градцем је имало 36 становника.
| Број становника према пописима | Број становника према пописима | Број становника према пописима |
| ------------------------------ | ------------------------------ | ------------------------------ |
| 1991                           | 2002                           | 2011                           |
| 41                             | 36                             | 36                             |

Напомена: До 1955. исказивано под именом Село.